# Kopparbergs Bryggeri
Kopparbergs Bryggeri Aktiebolag är ett svenskt bryggeri i Kopparberg. Det grundades 1882 och är Sveriges näst största svenskägda bryggeri, efter Spendrups (omsättning 1,52 miljarder kr 2012 exkl. dryckesskatter).

## Historik
Grunden för Kopparbergs Bryggeri var tillverkning av svagdricka. År 1988 togs denna verksamhet över av schweiziska intressen, men den nya verksamheten (framför allt mineralvatten) gick omkull 1993.[källa behövs] 1994 togs bryggeriet över av bröderna Peter och Dan-Anders Bronsman som tillsammans med bankdirektören Per-Olof Olsson och bryggmästaren Wolfgang Voigt byggde upp bryggeriet från grunden och lanserade ett öl i oktober 1994. Året därpå drabbades bryggeriet av en omfattande brand i källardelen. Man började efter återuppbyggnaden att tillverka en söt cider (i motsats till den traditionella torra cidern) med alkoholhalt kring 4,5 %, vilket visade sig vara ett lyckokast. Kopparbergs cider började exporteras till England och senare till omkring 40 andra länder och 2017 exporterade Kopparbergs 94 procent av den producerade cidern.
I början av 2000-talet köpte bryggeriet upp flera mindre, ekonomiskt svaga bryggerier. Sofiero Bryggeri i Laholm köptes upp 2000 medan Banco Bryggeri och Zeunerts bryggeri köptes upp 2002.[källa behövs] 2018 såldes Banco Bryggeri AB, vars verksamhet hade legat nere en tid, till 13:e Protein Import.

## Varumärken
Bland ölsortimentet kan nämnas lagerölen Sofiero Original (Systembolagets mest sålda öl från 2003 till 2013), Kopparbergs Special Brew, Zeunerts Original, Swedish Elk Brew, Fagerhult, Dansk Fadøl och Höga Kusten. Cider marknadsförs under varumärket Kopparberg. 
Förutom de traditionella läsksorterna som till exempel Sockerdricka, Portello och Trocadero tillverkar man även några egna sorter som bl.a. Kalle Sprätt och Berra Bus. Företaget innehar licensen för att tillverka och distribuera den amerikanska RC Cola. 
Vatten tillverkas under namnet Dufvemåla. Ett av varumärkena är Frank's, under vilket tillverkas energidrycken (Frank's Energizer), och vodka med namnet Frank's Vodka.

## Produktionsanläggningar
Huvudkontoret och det största bryggeriet ligger i Kopparberg. Produktion av specialprodukter sker i gamla Sofiero i Laholm. Även hos Zeunerts Bryggeri i Sollefteå finns produktionskapacitet för öl och läsk. Totalt har företaget över 300 anställda, varav över hälften i Kopparberg.

## Dotterbolag
I Kopparbergskoncernen ingår följande dotterbolag:: 
- Cider of Sweden Ltd (ägarandel 51 %)
- Zeunerts i Norrland AB (ägarandel 100 %)
- Kopparbergs Stockholmsdepå AB (ägarandel 100 %)
- Kopparbergs Espana SL (ägarandel 100 %)
- OY Kopparbergs Finland (ägarandel 100 %)
- Sidras Kopparberg S.A. (ägarandel 68 %)

## John Scott's Pub
John Scott's Pub är en pubkedja startad av Kopparbergs Bryggeri 2013. År 2025 fanns det flera pubar i Sverige och även pubar i Spanien och Finland.